# Geoffrey Horrocks
Geoffrey Horrocks, vollständig: Geoffrey Charles Horrocks (* 3. Februar 1951) ist ein britischer Sprachwissenschaftler und als solcher auch Klassischer Philologe, Byzantinist und Neogräzist.
Horrocks ist Professor of Comparative Philology (Indogermanistik, Vergleichende Sprachwissenschaft) und Fellow des St John’s College, Cambridge. Zuvor war er auch an der University of London tätig.
Forschungsschwerpunkt ist Geschichte, Wandel und Struktur der griechischen Sprache von den frühesten Zeugnissen im 2. Jahrtausend vor Christus (Linear B) bis in die Gegenwart, in zweiter Linie auch die Geschichte und Struktur des Lateinischen bis zum frühen Mittelalter (auch in seinem italischen Kontext der sabellischen Sprachen und des Etruskischen). In sprachwissenschaftlicher Hinsicht interessieren ihn die linguistische Theorie, die historische Linguistik und Sprachwandel sowie Syntax, Semantik und Morphologie.
Zusammen mit David Holton und unter Beteiligung von Panagiotis Toufexis hat Horrocks von 2004 bis 2009 das Forschungsprojekt „Grammar of Medieval Greek“ an der Universität Cambridge geleitet.

## Schriften (Auswahl)
- Davod Holton, Geoffrey Horrocks, Marjolijne Janssen, Tina Lendari, Io Manolessou, Notis Toufexis, The Cambridge Grammar of Medieval and Early Modern Greek, Cambridge University Press, 2019  CUP Website
- Greek: A History of the Language and its Speakers. Überarbeitete und erweiterte Aufl., Wiley-Blackwell, 2010 (1. Aufl. 1997), Auszüge online. — Rezensionen: Chiara Faraggiana di Sarzana, in: Bryn Mawr Classical Review 2011.05.20; Philippa M. Steele, in: Scholia Reviews ns 20 (2011) 5; Brian D. Joseph, in: Diachronica 18.1 (2001) 166–171, online (PDF; 99 kB); Joshua Timothy Katz, in: Classical World 100.4, 2007, 454–455, online.
- Geoffrey C. Horrocks,  James Clackson: The Blackwell History of the Latin Language. Blackwell, Malden, Oxford, Carlton 2007, online. — Rezensionen: Brent Vine, in: Bryn Mawr Classical Review 2009.03.21; Hilla Halla-aho, in: Arctos 43 (2009) 243–246, online (PDF; 714 kB).
- Artemis Alexiadou, Geoffrey C. Horrocks, Melita Stavrou (Hrsg.): Studies in Greek syntax. Springer, Heidelberg 1998 (Studies in Natural Language and Linguistic Theory, Bd. 43),
- Brian D. Joseph, Geoffrey C. Horrocks, Irene Philippaki-Warburton (Hrsg.): Themes in Greek linguistics II. John Benjamins Publishing Company, Amsterdam 1998 (Amsterdam studies in the theory and history of linguistic science, Series IV: Current issues in linguistic theory, Band 159), online.
- Generative Grammar. Longman/Pearson, London, 1987.
- Space and time in Homer. Prepositional and adverbial particles in the Greek epic. Arno Press, New York, 1983, online.